# 凱于圖凱努
凱于圖凱努（挪威語：Kautokeino），是挪威芬马克郡的市镇，行政中心为凯于图凯努村。市镇面积为9,707.34平方公里，2023年人口数量为2,847人。
有三分之一的居民以驯鹿放牧为工作，这也是当地的主要产业。凯于图凯努设有很多的科学教育机构，如萨米大学、北欧萨米研究所和食品质检局等。在当地使用的语言主要为萨米语和挪威语这两种语言，它们也是市镇的官方语言，而当地85%的居民则使用萨米语作为第一语言。